# Ishinaka sensei gyōjōki
Ishinaka sensei gyōjōki (石中先生行状記, lit. "relatório de conduta do professor Ishinaka") é um filme de comédia japonês de 1950 dirigido por Mikio Naruse. Consiste em três episódios independentes, baseados nos contos do escritor japonês Yōjirō Ishizaka.

## Sinopse
Episódio 1 "Uma História de Gasolina Enterrada"
O professor Ishinaka é um romancista que mora em um vilarejo na prefeitura de Aomori e é muito respeitado pelos moradores locais pelos conselhos que oferece. Ele recebe a visita de Yuzō, um jovem que acredita que ele e seus camaradas do exército enterraram 460 galões de gasolina no pomar de Yamazaki, fazendeiro local, pouco antes do fim da guerra. Ishinaka, Yuzō, Yamazaki e Nakamura, um aldeão, começam a cavar em busca da gasolina escondida, mas logo desistem e bebem saquê, entretidos pela filha de Yamazaki, Moyoko, com uma dança folclórica tradicional. Yuzō mais tarde confessa a Moyoko que ele apenas fingiu que os galões estavam enterrados no pomar de seu pai porque ele se apaixonou por ela durante sua primeira visita a aldeia e queria encontrá-la novamente. Ishinaka, Yuzō e Nakamura deixam a área escavada para Yamazaki tampar, que acha que Yuzō e sua filha formariam um bom par e pede ao professor para atuar como casamenteiro do casal.
Episódio 2 "História de uma Discussão"
Yamada, dono de uma livraria local, diz a Kihara, seu cliente, que tem dois ingressos para um show burlesco itinerante que está na vila. Os dois homens concordam que, com a moral pública em jogo, deveriam comparecer ao espetáculo para o “examinarem”. A filha de Yamada, Mariko, fica indignada ao saber da visita de seu pai ao show, e diz a seu namorado Shuichi, filho de Kihara, para esperar com ela fora da atração e questionarem seus pais a respeito dessas atitudes. Quando Yamada e Kihara aparecem, eles se culpam pela ideia de ter ido ao show. Mariko e Shuichi rapidamente os confrontam, levando a uma discussão que resulta na recusa de Mariko em falar com Shuichi. O professor Ishinaka consegue reunir novamente os pais e o jovem casal.
Episódio 3 "A História de uma Carruagem de Feno"
Yoshiko, uma jovem oriunda de Iwaki, Aomori, visita sua irmã no hospital da cidade vizinha. Uma das outras pacientes lê a palma da mão de Yoshiko e prevê que, em breve, a moça conhecerá seu futuro marido. No caminho de volta, Takichi, um fazendeiro da aldeia de Yoshiko, oferece-lhe uma carona em sua carruagem que leva feno. Ao fazerem uma pausa numa casa de chá, Yoshiko confunde a carruagem de Takichi com a de Teisaku, da vila de Harago, e adormece nela. Quando ela acorda na casa de Teisaku, sua família convida Yoshiko para passar a noite lá, e ela até concorda em visitar uma festividade local com Teisaku. No dia seguinte, antes da partida de Yoshiko, a mãe de Teisaku manda um policial e o professor Ishinaka escreverem um atestado de que a jovem dormiu no quarto da matriarca e que sua virgindade não foi violada. Depois de deixar Yoshiko perto de sua casa, Teisaku pergunta a Ishinaka, que estava andando de bicicleta, se ele acredita em amor à primeira vista. Ishinaka concorda, aconselhando Teisaku a acompanhar Yoshiko até sua casa.

## Elenco
- Juzo Miyata como Professor Ishinaka
- Atsushi Watanabe como Kin'ichiro Nakamura

Episódio 1
- Yuji Hori como Yuzo Kawai
- Eitarō Shindō como Yamazaki
- Mayuri Mokushō como Moyoko, filha de Yamazaki

Episódio 2
- Kamatari Fujiwara como Takezo Yamada
- Yaeko Izumo como Tomoko, esposa de Yamada
- Yōko Sugi como Mariko, filha de Yamada
- Zeko Nakamura como Kamekichi Kihara
- Ryō Ikebe como Shuichi, filho de Kihara
- Fujio Nagahama como dono de casa de banho
- Haruko Tozan como dançarina

Episódio 3
- Toshiro Mifune como Teisaku Nagasawa
- Yōyō Kojima como pai de Teisaku
- Chōko Iida como mãe de Teisaku
- Shiro Mizutani como irmão mais novo de Teisaku
- Setsuko Wakayama como Yoshiko Kimura
- Chieko Nakakita como Katsuko, irmã de Yoshiko
- Hiroshi Yanagiya como Seijiro, marido de Katsuko
- Haruo Tanaka como Aikawa
- Yōnosuke Toba como policial
- Tsuruko Mano
- Fumito Matsuo

## Temas
Ishinaka sensei gyōjōki foi uma série de histórias do escritor Yōjirō Ishizaka publicada pela primeira vez na revista mensal Shōsetsu Shinchō e, posteriormente, reunida em um livro pela editora Shinchōsha entre os anos de 1948 a 1954. Também foi adaptado para a televisão em 1960 e novamente para o cinema em 1966.
O filme que Yoshiko assiste no cinema é Aoi sanmyaku (1949), também baseado em outra obra de autoria de Ishizaka.

## Recepção
A biógrafa de Naruse, Catherine Russell, descreve Ishinaka sensei gyōjōki como "uma trilogia de curtas comédias românticas" e "narrativas de esperança e otimismo, à medida que novos casais são formados para continuar o trabalho do Novo Japão". Embora Russell veja as atuações neste filme e em outros trabalhos de Naruse de 1950 (Ikari no machi, Shiroi yajū e Bara kassen) como "mal ensaiadas", ela destaca Ishinaka sensei gyōjōki e Shiroi yajū como "filmes bem feitos" apresentando "personagens femininas de mente forte".

## Mídia doméstica
Ishinaka sensei gyōjōki foi lançado em DVD no Japão em 2023.